# Antonio Gramsci
 Der er for få eller ingen kildehenvisninger i denne artikel, hvilket er et problem. Du kan hjælpe ved at angive troværdige kilder til de påstande, som fremføres i artiklen.

Antonio Gramsci (født 23. januar 1891 i Ales på Sardinien, Italien, død 27. april 1937 i Rom) var en italiensk forfatter, journalist, politiker og filosof, en socialistisk teoretiker, kommunist. Han er medstifter af Italiens Partito Comunista Italiano og var en af dets ledere. Fra den 6. april 1924 til sin tilfangetagelse af fascisterne den 8. november 1926 var han medlem af det italienske parlament. Under sit fængselsophold forfattede Gramsci i alt 32 fængselsskrifter også kaldet Gramscis fængselsoptegnelser. Disse skrifter er blevet nogle af de mest indflydelsesrige marxistisk filosofiske værker i eftertiden. Gramsci blev idømt 20 års straffearbejde, men blev løsladt i 1937 pga. sygdom. Han døde kort efter.